# Tschechoslowakische Fußballmeisterschaft 1927/28
Die Středočeská liga 1927/28 wurde vom 4. August 1927 bis 3. Juli 1928 ausgespielt.
Die 1. Liga wurde mit sieben Mannschaften ausgespielt, die sich in der Qualifikationsrunde im Frühjahr 1927 qualifiziert hatten. Dazu gehörten die besten sechs Mannschaften der Qualifikation der 1. Liga sowie der Meister der Zweitliga-Qualifikation, der SK Čechie Karlín. Die Středočeská 1. liga war eine Profiliga. An ihr nahmen nur Mannschaften teil, die sich 1925 zum Profistatut bekannt hatten. Sechs Teams kamen aus Prag, dazu kam der SK Kladno.

## Meisterschaftsverlauf
Die Liga wurde in einer Hin- und Rückrunde im Herbst 1927 sowie im Frühjahr 1928 ausgespielt. Sieger wurde Viktoria Žižkov mit zwei Punkten Vorsprung vor Slavia Prag.
Die Hinrunde dominierte Viktoria Žižkov. Den einzigen Punkt verlor der spätere Meister bereits am 1. Spieltag durch ein 1:1-Unentschieden bei Slavia Prag. Am 4. Spieltag lag Viktoria Žižkov zur Halbzeit 1:3 bei Sparta Prag zurück, gewann aber noch mit 5:3. Letzter war Bohemians, vormals AFK Vršovice, mit nur einem einzigen Punkt aus dem Remis gegen den späteren Absteiger ČAFC Vinohrady. Das schlechte Abschneiden der Mannschaft war auf die schwierige Akklimatisierung nach der Rückkehr von einer ausgedehnten Australien-Tournee zurückzuführen, die auch zur Namensänderung führte.
In der Rückrunde zeigte Viktoria Žižkov Nerven und ließ Federn, Sparta Prag holte nach und nach auf. Gegen Bohemians verlor die Viktorka auswärts mit 0:1, anschließend folgte eine 1:2-Heimniederlage gegen den Tabellenletzten ČAFC. Die Begegnung vom 2. Spieltag gegen Sparta war wegen Unbespielbarkeit des Platzes auf Juli verlegt worden. Als der letzte Spieltag ausgetragen wurde, befand sich Viktoria Žižkov wie bereits vor Jahresfrist auf einer Skandinavien-Tournee. Dort erreichte die Mannschaft die Meldung, dass sie durch eine 0:1-Niederlage Spartas gegen Bohemians Meister geworden war. Die Nachholpartie zwischen Viktoria Žižkov und Sparta Prag, die bei einem Sieg Spartas gegen Bohemians ein Spiel um die Meisterschaft geworden wäre, war bedeutungslos geworden und endete 1:1.
Die 1. Liga verlassen musste ČAFC Vinohrady, der in der Spielzeit 1928/29 durch den SK Libeň ersetzt wurde.

## Středočeská 1. liga 1927/28
| Pl. | Verein               | Sp. | S | U | N | Tore    | Quote | Punkte |
| --- | -------------------- | --- | - | - | - | ------- | ----- | ------ |
| 1.  | SK Viktoria Žižkov   | 12  | 8 | 2 | 2 | 041:200 | 2,05  | 18:60  |
| 2.  | SK Slavia Prag       | 12  | 7 | 2 | 3 | 027:200 | 1,35  | 16:80  |
| 3.  | AC Sparta Prag       | 12  | 6 | 2 | 4 | 036:180 | 2,00  | 14:10  |
| 4.  | AFK Bohemians Prag 1 | 12  | 4 | 2 | 6 | 017:260 | 0,65  | 10:14  |
| 5.  | SK Kladno            | 12  | 4 | 1 | 7 | 024:390 | 0,62  | 09:15  |
| 6.  | SK Čechie Karlín     | 12  | 4 | 1 | 7 | 023:380 | 0,61  | 09:15  |
| 7.  | ČAFC Vinohrady       | 12  | 2 | 4 | 6 | 016:230 | 0,70  | 08:16  |

Platzierungskriterien: 1. Punkte – 2. Torquotient

### Ergebnisse
|                    | VKZ | SLA | SPA | BOH | KLA  | KAR | CVH |
| ------------------ | --- | --- | --- | --- | ---- | --- | --- |
| SK Viktoria Žižkov | XXX | 2:2 | 1:1 | 4:1 | 9:2  | 5:1 | 1:2 |
| SK Slavia Prag     | 3:4 | XXX | 2:1 | 3:1 | 3:2  | 4:1 | 2:1 |
| AC Sparta Prag     | 3:5 | 3:0 | XXX | 4:2 | 11:2 | 8:1 | 1:1 |
| AFK Bohemians Prag | 1:0 | 1:4 | 1:0 | XXX | 1:3  | 3:2 | 1:1 |
| SK Kladno          | 2:3 | 1:2 | 0:1 | 1:1 | XXX  | 4:2 | 3:1 |
| SK Čechie Karlín   | 0:3 | 3:2 | 3:2 | 3:2 | 3:0  | XXX | 2:3 |
| ČAFC Vinohrady     | 2:4 | 0:0 | 0:1 | 1:2 | 2:4  | 2:2 | XXX |

### Meister Viktoria Žižkov
- Tor: Jaroslav Bílý, Václav Benda, Adolf Klindera
- Abwehr: František Stehlík, Karel Steiner, Václav Holubec, Ladislav Matuš
- Mittelfeld: Antonín Klicpera, Vojtěch Sýbal-Mikše, Štěpán Matěj-Štěpán, Václav Křížek, Vílem König
- Angriff: Karel Meduna, Václav Bayer, Jaroslav Srba, Karel Hromádka, Otto Novák, Karel Podrazil, Jan Dvořáček, Václav Váňa, Jiří Mareš
- Trainer: Antonín Breburda

## Torschützenliste
| Pl. | Name            | Mannschaft         | Tore |
| --- | --------------- | ------------------ | ---- |
| 1.  | Karel Meduna    | SK Viktoria Žižkov | 12   |
| 2.  | Josef Silný     | AC Sparta Prag     | 09   |
| 2.  | Antonín Puč     | SK Slavia Prag     | 09   |
| 4.  | Adolf Patek     | AC Sparta Prag     | 07   |
| 4.  | Jiří Šulc       | SK Čechie Karlín   | 07   |
| 6.  | Jaroslav Ladman | SK Kladno          | 06   |

## Amateurmeisterschaft
In der Saison 1927/28 fand neben einer Profi- auch eine Amateurmeisterschaft statt. Tschechoslowakischer Amateurmeister wurde der SK Prostějov, der sich im Endspiel mit 2:0 gegen den SK Kročehlavy durchsetzte.

### 1. Runde
|               | Ergebnis |                       |
| ------------- | -------- | --------------------- |
| SK Kročehlavy | 7:2      | AFK Kolín             |
| SK Prostějov  | 3:2      | SK Slavoj Praha VIII  |
| ŠK Žilina     | 3:1      | SV Tetschen-Bodenbach |
| DFC Budweis   | 0:1      | SK Náchod             |

### Semifinale
|              | Ergebnis |               |
| ------------ | -------- | ------------- |
| ŠK Žilina    | 02:11    | SK Kročehlavy |
| SK Prostějov | 2:1      | SK Náchod     |

### Finale
| Paarung        | SK Kročehlavy – SK Prostějov |
| Ergebnis       | 0:2 (0:1) |
| Datum          | 11. November 1928 |
| Stadion        | Hřiště SK Kladno, Kladno |
| Zuschauer      | 4.000 |
| Schiedsrichter | Schirmer (Prag) |
| Tore           | 0:1 Nenál (44.) 0:2 Nenál (63.)                                                                                                  |
| SK Kročehlavy  | Alois Šubrt - Žák, R. Dvořák - Huml, Josef Brabec, Josef Ponic - Miloslav Chlíbec, Josef Košťálek, A. Horák, Karel Hejma, Tauber |
| SK Prostějov   | František Šrám - Kácal, Šmudla - Lánský, Kočíř, Lolek - Müller, Nenál, Jirka, E. Veselý, Zatloukal                               |